# Georg Lodemann

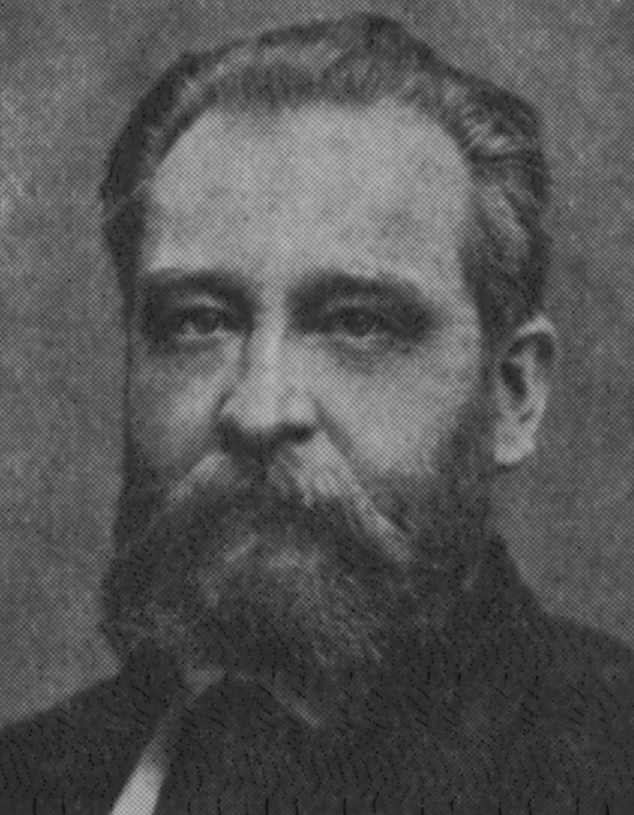
Georg Lodemann

Georg Friedrich Albrecht Lodemann (* 8. August 1827 in Hannover; † 26. Februar 1893 in Berlin) war ein deutscher Verwaltungsjurist. 

## Leben und Beruf
Georg Lodemann, Sohn eines Oberbaurates aus Hannover, besuchte das Lyzeum seiner Vaterstadt und begann im Sommersemester 1848 das Jurastudium in Göttingen; hier gehörte er zu den Mitstiftern der Burschenschaft Hannovera. Das Studium setzte er an der Universität Berlin fort. Nachdem er im Frühjahr 1851 das erste juristische Staatsexamen abgelegt hatte, war er Amtsauditor (Referendar), um später die Verwaltungslaufbahn einzuschlagen. Nach dem zweiten juristischen Staatsexamen wurde er 1854 als Amtsassessor in den Verwaltungsdienst des Königreichs Hannover eingestellt. Zeitweilig war er im Amt Lauenstein tätig; 1855 war er kommissarischer Bürgermeister von Neustadt am Rübenberge. Von 1863 bis 1868 betätigte er sich auch als nebenamtlicher Dozent für Baurecht am Polytechnikum Hannover. 1865 gehörte er der Polizeidirektion Hannover an.
Nachdem das Königreich Hannover in das Königreich Preußen 1866 eingegliedert worden war, wurde Lodemann in die allgemeine innere preußische Verwaltung übernommen. Zum Regierungsrat befördert, wurde Georg Lodemann 1868 an das Regierungspräsidium Arnsberg versetzt. 1882 erfolgte seine Beförderung zum Oberregierungsrat, zugleich wurde er Stellvertreter des Regierungspräsidenten im Behinderungsfalle bei der Bezirksregierung Marienwerder (Westpreußen). 1884 war er Regierungsvizepräsident der Bezirksregierung Schleswig. Abermals zwei Jahre später wurde er Regierungspräsident in Lüneburg und zugleich Vorsitzender des Bezirksausschusses für den Regierungsbezirk Lüneburg. 
1891 erfolgte seine Versetzung an das preußische Ministerium des Innern. Er wurde zum Wirklichen Geheimen Oberregierungsrat befördert und erhielt die Stellung eines Direktors, d. h., er war nach dem (Unter-)Staatssekretär der ranghöchste Beamte dieses Ressorts.
Er war verheiratet mit Louise Hasenbalg. Aus der Ehe ist der Sohn Carl Hermann (1857–1897, Landrat) hervorgegangen.

## Ehrungen
- 1883 Verleihung des preußischen Roten Adlerordens IV. Klasse
- 1885 Verleihung des Haus- und Verdienstordens II. Klasse des Großherzogtums Oldenburg
- 1892 Verleihung des preußischen Roten Adlerordens II. Klasse mit Eichenlaub und Stern
- 1892 Verleihung des Titels „Exzellenz“

## Veröffentlichungen
- Lodemann, G. Verzeichnis der für d. Verwaltungsbehörden wichtigen, in der I. u. II Abteilung der Gesetzsammlung des Königreichs H. erlassenen noch gültigen Bestimmungen. Schmorl und von Seefeld: Hannover 1857, 2. Aufl. 1860.